# 13235 Isiguroyuki
13235 Isiguroyuki este un asteroid din centura principală de asteroizi.

## Descriere
13235 Isiguroyuki este un asteroid din centura principală de asteroizi. A fost descoperit pe 30 aprilie 1998 la Nanyo de Tomimaru Okuni. Asteroidul prezintă o orbită caracterizată de o semiaxă mare de 2,31 ua, o excentricitate de 0,04 și o înclinație de 4,0° în raport cu ecliptica.